# Kułan turkmeński
Kułan turkmeński (Equus hemionus kulan) – podgatunek kułana azjatyckiego, zwierzę z rodziny koniowatych (Equidae), zaliczane do grupy półosłów, zamieszkujące półpustynne równiny Azji Środkowej.
Kułany turkmeńskie zamieszkują stepy, półpustynie i pustynne równiny. Dorastają do ok. 140 cm w kłębie. Sierść na grzbiecie jest bułana, na brzuchu i zadzie koloru białego. Odżywiają się trawami i ziołami. Potrafią wykopywać dostęp do wody. Zimą pozyskują wodę, jedząc śnieg. Matki z młodymi tworzą wędrujące stada. Ciąża u kułanów turkmeńskich trwa 11 miesięcy. Samce często żyją samotnie. Są zwierzętami agresywnymi, broniącymi terytorium. W naturze żyją do 14 lat, w niewoli do 26.
Populacja uległa znacznemu zmniejszeniu w drugiej połowie XX wieku. W 2016 roku wprowadzono zapis jako gatunku globalnie zagrożonego do czerwonej księgi IUCN.